# Государственный университет по землеустройству
Государственный университет по землеустройству (аббр. ГУЗ) — российское специализированное высшее учебное заведение, занимающееся подготовкой специалистов в области землеустройства, кадастра недвижимости и городского кадастра, а также геодезистов, архитекторов, юристов, экономистов-менеджеров в области управления земельными ресурсами и земельного рынка, оценщиков земли и недвижимости. Лауреат международных наград.
Полное название — Федеральное государственное бюджетное образовательное учреждение высшего образования «Государственный университет по землеустройству».
Университет по землеустройству включает в себя 7 факультетов: юридический (с 2023 года Управление недвижимостью и права), землеустроительный, городского кадастра, кадастра недвижимости, архитектурный, заочный, второго высшего образования и 24 кафедры. В университете обучается более 5 тысяч студентов и аспирантов из России и 40 зарубежных стран, действует аспирантура, докторантура, работают диссертационные советы. В университете работают более 320 преподавателей, включая 10 действительных членов и членов-корреспондентов различных академий, 50 профессоров и докторов наук, 160 кандидатов наук. 
Один из немногих московских вузов, имеющих военный учебный центр. 

## История университета

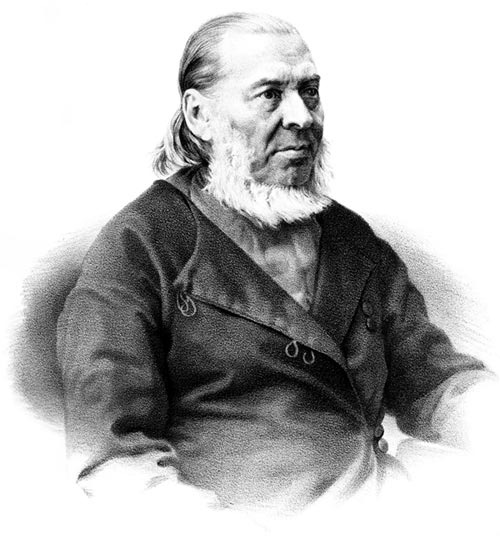
С. Т. Аксаков

Предшественником университета является Константиновская землемерная школа при Межевой канцелярии, в 1819 году преобразованная в Константиновское землемерное училище. По указу императора Николая I 10 мая 1835 года училище было преобразовано в высшее учебное заведение — Константиновский межевой институт, который возглавил Сергей Тимофеевич Аксаков. В 1849 году Константиновский межевой институт получил право перворазрядного вуза и был переведён на положение военного заведения, которое существовало до 1867 года. За период с 1835 по 1916 год Константиновским межевым институтом было подготовлено около 2000 специалистов, в том числе около 1500 межевых инженеров.
С 1918 года институт стал называться «Межевой институт наркомата просвещения РСФСР» и находился в ведении Главного комитета профессионально-технического образования (Главпрофобра) Наркомпроса РСФСР.
8 февраля 1919 г. на заседании коллегии Научно-технического отдела (НТО) Высшего Совета Народного Хозяйства (ВСНХ) было принято решение о разработке для внесения на утверждение Совета Народных Комиссаров РСФСР (Совнарком РСФСР) проекта Декрета об объединении всех геодезических работ в России путем создания Высшего геодезического управления (ВГУ) при ВСНХ. Была создана инициативная группа в составе С.М. Соловьева, Белова, Гайкина и М.Д. Бонч-Бруевича, работавшего в то время преподавателем Межевого института. Эта группа подготовила проект Декрета. Последний был передан председателю СНК В.И. Ленину, и 15 марта 1919 г. за его подписью был издан Декрет «Об учреждении Высшего геодезического управления». В феврале этого же года институт был переименован в Московский межевой институт (ММИ) и получил новый устав. Это название сохранялось до 1930 года.
До 1930 года институтом было подготовлено 986 инженеров-землеустроителей и 390 инженеров-геодезистов.
В феврале 1930 года Московский межевой институт был передан в ведение Наркомзема СССР. В том же году институт был разделён на два вуза: на базе геодезического факультета создан Московский геодезический институт (в настоящее время — Московский государственный университет геодезии и картографии (МИИГАиК), а на базе землеустроительного факультета — Московский институт землеустройства. В 1945 году он был переименован в Московский институт инженеров землеустройства (МИИЗ).

### Московский институт инженеров землеустройства (1945—1990)
В соответствии с постановлением Совета Министров РСФСР от 18 января 1991 г. № 30 на базе Московского института инженеров землеустройства создан Государственный университет по землеустройству с подготовкой специалистов по земельному праву, землеустройству, почвоведению, геоботанике, геодезии, архитектуре и планировке сельских населенных мест.

## Университет в наши дни
В настоящее время Государственный университет по землеустройству является единственным в России специализированным и самым крупным высшим учебным заведением по подготовке инженеров в области землеустройства, земельного и городского кадастров. Здесь готовят также геодезистов, архитекторов, юристов, экономистов-менеджеров в области управления земельными ресурсами и земельного рынка, оценщиков земли и недвижимости, специалистов по экологии и природопользованию.
В университете обучается более 5000 студентов и аспирантов из России и 40 зарубежных стран, действует аспирантура, докторантура, работают диссертационные советы. С 1988 года университет возглавляет Учебно-методическое объединение по образованию в области землеустройства и кадастров, которое координирует всю образовательную деятельность в этом направлении и насчитывает в своем составе 67 вузов России.
Университет поддерживает связи со многими высшими учебными заведениями США, Канады, Германии, Франции, Швеции, Дании, Австралии, Китая, Вьетнама, Монголии, Чехии, Польши, Словакии, Болгарии и других зарубежных стран (в том числе ближнего зарубежья).
В университете работают более 320 преподавателей, включая 10 действительных членов и членов- корреспондентов различных академий, 50 профессоров и докторов наук, 160 кандидатов наук. Имеется 7 факультетов: (юридический, землеустроительный, городского кадастра, кадастра недвижимости, архитектурный, заочный, второго высшего образования) и 24 кафедры. 
Успешно действует Центр информационных технологий, Международный центр дополнительного профессионального образования, Консалтинговый центр по проблемам земельных отношений и землеустройства, региональный центр государственного тестирования, научно- производственный отдел, подготовительные курсы. 
В 2005 году на базе факультета повышении квалификации был создан Институт повышения квалификации «Информкадастр» с целью обучения работников системы «Роснедвижимость» с числом слушателей около 2,5 тыс. человек в год.
В 2007 году в университете создан научно-производственный институт Земельно-информационных технологий (НПИ «Земинформ»). На базе этого института студенты инженерных специальностей получили возможность проходить производственную практику с применением самых современных технологий, космических, авиационных, а также беспилотных летательных аппаратов, новейшего геодезического оборудования и приборов, программно- технических средств и научных разработок.
В настоящее время в университете ведется большая работа по повышению качества учебного процесса, освоению программ многоуровневой подготовки специалистов, созданию новых и совершенствованию действующих государственных образовательных стандартов. С этой целью создан и успешно функционирует Центр повышения качества обучения.
В 2002 году, в дополнение к Почетному академическому нагрудному знаку, которым начиная с 1861 года награждались выпускники ВУЗа, по решению Ученого Совета университета был учрежден Почетный Константиновский нагрудный знак трех степеней (золотой, серебряный и медаль), которым награждаются выпускники и преподаватели, внесшие значительный вклад в развитие ВУЗа и землеустроительного образования.
В 2004 году, в ознаменование 225-летия со дня образования Государственного университета по землеустройству, был учрежден Почетный знак «За заслуги перед университетом», которым награждены многие преподаватели и сотрудники университета, а в 2009 году — в ознаменование 230-летия ГУЗа — Почетный знак «За вклад в землеустройство» двух степеней.

## Военная кафедра

### Историческая справка
При Московском институте землеустройства военная кафедра была создана осенью 1942 года для подготовки офицеров-артиллеристов.
С 1962 года военная кафедра перешла на новую военно-учётную специальность по подготовке офицеров запаса для инженерных войск — командиров взводов полевого водоснабжения и глубокого бурения (ПВГБ). С 1942 по 1981 годы военная кафедра размещалась в главном учебном корпусе института и имела три учебные лаборатории, кабинет начальника кафедры и начальника учебной части, методический кабинет для преподавателей, секретную часть и оружейную комнату.
В 1981 году руководство института выделило для кафедры помещение в новом учебном корпусе. Работы по оборудованию были завершены к августу 1982 года и учебный год начался в новом помещении. Одновременно с оборудованием нового помещения развернулись работы на полигоне «Чкаловский». В 1984 году было завершено строительство хранилище на четыре единицы инженерной техники (специальные машины и звенья парка понтонно-мостового парка). В хранилище также оборудовали кабинет заведующего лабораторией инженерных машин, комнату для учебно-вспомогательного персонала и два класса. В тот же период был создан инженерный городок для практических занятий.
В соответствии с новой «Программой подготовки офицеров запаса для инженерных войск из числа студентов гражданских вузов» с 1 сентября 1983 года на кафедре начали готовить офицеров запаса по двум новым специальностям: «командир понтонно-мостового подразделения» и «командир топографического подразделения».
В 2003 году был образован факультет военного обучения при Государственном университете по землеустройству (ФВО ГУЗ), который осуществлял обучение граждан по программе подготовки офицеров запаса.
В 2008 году Факультет военного обучения был преобразован в Военную кафедру при Государственном университете по землеустройству.

### Настоящее время
Полевая учебно-техническая база военной кафедры расположена в поселке «Чкаловский» Московской области и включает в себя: учебное тактическое поле, инженерный городок с образцами фортификационных сооружений, учебными точками по сбору паромов из парка ПМП, обучению обстройки свайных опор, укладке пролётных строений и строительству низководных мостов при помощи КМС и автокрана. Практические занятия по тактико-специальной подготовке и переправам проводятся на наплавном 20-тонном мосту на реке Клязьма в районе населённого пункта Осеево, где отрабатываются действия личного состава при проведении инженерной разведке маршрутов выдвижения к водной преграде, оборудовании и содержании мостовых переправ, организации комендантской службы на переправах. На полевой учебно-технической базе имеется крытая стоянка учебной военно-инженерной техники, пункт технического обслуживания, склад инженерного имущества, классы специальной и технической подготовки, строевой плац.
На практических полевых занятиях в ходе учебного процесса используются КРАЗ-255 с речным звеном, КРАЗ-255 с катером БМК-Т, автокран КС — 3577, экскаватор ЭОВ-4421, электростанции ЭСБ-4-ВО., пилорама ЛВР с пунктом заготовки мостовых конструкций. В 2002 г. для подготовки и началу обучения по специальностям командиров взводов инженерной разведки, электротехнических, полевого водоснабжения получены средства инженерного вооружения: УДВ-15, СКО-0.3, ВФС −2.5, ЭСБ — 8 (И) с АБ-8-Т(230), АД-10-Т(400), РДВ-5000, миноискатели ИМП, ПР-505, бомбоискатель ИМБ, МРИВ (Мастерская ремонта инженерного вооружения), ИРМ (Инженерная разведывательная машина) и другое табельное имущество инженерных войск.
Учебный сбор и итоговая аттестация граждан, проходящих военную подготовку на военной кафедре проводится с 2002 года на базе войсковой части № 11361 (г. Муром, Владимирская область).
В университете функционируют военные кафедры командная инженерных войск и техническая инженерных войск, на которых проводится подготовка офицеров запаса для Министерства обороны, Министерства по чрезвычайным ситуациям по военно-учетным специальностям «применение понтонно-мостовых и переправочно-десантных частей и подразделений», «организация эксплуатации и ремонта инженерного вооружения» и другим. Выпускникам военной кафедры присваивается звание «лейтенант запаса».

## Награды
| • Награда «Европейское качество» (англ. «European Quality») была вручена по результатам исследования рынка качества образовательных услуг в соответствии с европейскими стандартами Европейской Ассамблеей бизнеса · — Великобритания, Оксфорд (2008 год) | • Почётный корпоративный диплом и международная программа «Золотой слиток» (фр. «Lingot d'or») как наиболее устойчиво развивающемуся предприятию на рынке образования · — Швейцария, Женева (2002 год) |
| | |
| • Медаль Общества содействия национальной промышленности Франции «За динамику развития, осуществления новых проектов и успехи в стратегическом управлении предприятием» · — Франция (2001 год)                                                            | • Золотой сертификат «За качество» (нем. «Für die Qualität») · — Швейцария, Люцерн (2005 год) · |
| | |
| • Медаль Наполеона Общества содействия национальной промышленности Франции «За динамику развития, осуществления новых проектов и успехи в стратегическом управлении предприятием» · — Франция (2003 год)                                                  | • Диплом Международной выставки «Образование и карьера XXI век», «За большой вклад в пропаганду образования» — Международная награда (2003 год)                                                        |
| | |
| • Лауреат конкурса Рособрнадзора «Системы качества подготовки выпускников образовательных учреждений» · — Россия (2011 год) | • Орден Трудового Красного Знамени · — СССР, Москва (1979 год) |

## Интересные факты
Университет появляется в клипе на песню «Куда идти после института» Челябинской рэп группы Триагрутрика.